# Мкртчян, Фрунзик Мушегович
Фру́нзе (Фру́нзик, Мгер) Муше́гович Мкртчян (арм. Ֆրունզե (Ֆրունզիկ, Մհեր) Մուշեղի Մկրտչյան; 4 июля 1930, Ленинакан, Ширакская область, ЗСФСР, СССР — 29 декабря 1993, Ереван, Армения) — советский и армянский актёр театра и кино, театральный режиссёр; народный артист СССР (1984), лауреат Государственной премии СССР (1978) и Государственной премии Армянской ССР (1975).

## Биография
Родился 4 июля 1930 года в Ленинакане (ныне — Гюмри). У Мкртчяна было два имени. Первое — Мгер, так его звали дома. Официальное имя — Фрунзе — ему дали в честь знаменитого героя гражданской войны Михаила Фрунзе (по свидетельству младшего брата Альберта, в одном паспорте артиста было написано «Фрунзе Мкртчян», в другом — «Мгер Мкртчян»). В детстве имел прозвище «Нос».
C 1945 года работал помощником киномеханика в клубе текстильного комбината Ленинакана, в свободное время там же играл в самодеятельном драматическом кружке. В 1945—1946 годах учился в студии Ленинаканского театра имени Асканаза Мравяна (ныне Гюмрийский драматический театр имени Вардана Аджемяна). С 1947 года — актёр этого театра.
Дебютом в кино стала эпизодическая роль в фильме «В поисках адресата» (1955). 
В 1956 году окончил Ереванский художественно-театральный институт (курс В. Б. Вагаршяна). 
С 1956 года — актёр Армянского театра имени Г. М. Сундукяна.
Выступал в качестве театрального режиссёра, ставил спектакли в Армении и за рубежом. В последние годы жизни занимался созданием своего театра (ныне Ереванский театр имени Мгера Мкртчяна).
Скончался в Ереване 29 декабря 1993 года на 64-м году жизни от инфаркта. Несмотря на то, что в те дни из-за военных действий в Нагорном Карабахе не было электричества и не работал транспорт, на похороны актера 31 декабря пришли тысячи людей, даже из отдалённых уголков Армении. Траурная колонна прошла по центральной улице города. Похоронен в пантеоне парка имени Комитаса.

### Семья
Отец — Мушег Мкртчян (1910—1961), табельщик. 
Мать — Санам Мкртчян (1911—1970), посудомойщица в столовой.
Отец и мать Фрунзика были детдомовцами. Их малолетними нашли прямо на дороге во время геноцида 1915 года. Работали на текстильном комбинате в Ленинакане, Мушег — табельщиком, а Санам — посудомойкой. Мушег за кражу получил 10 лет лагерей. Срок отбывал под Нижним Тагилом, валил лес.
Младший брат — Альберт Мушегович Мкртчян (1937—2018), советский и армянский режиссёр, сценарист.
Сёстры — Рузанна Мушеговна Мкртчян (1943—2023) и Клара Мушеговна Мкртчян (1934—2003).
Первая жена — Кнара, однокурсница Мкртчяна. Брак был недолгим.
Вторая жена — Донара Николаевна Пилосян (1941—2011), советская армянская актриса Ереванского академического театра им. Сундукяна с 1963 по 1982 год, известна по роли супруги Джабраила, водителя товарища Саахова, в фильме «Кавказская пленница, или Новые приключения Шурика». Страдала тяжёлым наследственным психическим заболеванием. Была госпитализирована во Франции. Находилась также в психиатрической лечебнице в Ереване. Последние 25 лет жизни провела в Севанской психиатрической больнице и так и не узнала о смерти своих детей. Похоронена на Спандарянском кладбище в Ереване.
- Дочь — Нунэ (Нина) (1959—1998), умерла в Аргентине[15] в послеоперационный период (рак шейки матки) от закупорки тромбом[16]. Муж — Рубен Тертерян, сын народного артиста СССР, композитора Авета Тертеряна (1929—1994). Уехали из Армении в Аргентину в 1994 году. После смерти жены Рубен переехал в Эквадор.
  - Внучка — Ирэн Рубеновна Тертерян (род. 1984), живёт в Аргентине.[15]

- Сын — Вазген (Вагак, Вааг) (1972—2003), страдал от наследственного психического заболевания, передавшегося от матери. Был госпитализирован во Франции. Последние 9 лет жизни провёл в психиатрической больнице, где умер  от цирроза печени.

Третья жена — Тамар Оганесян (род. 1954), актриса, дочь председателя Союза писателей Армении Грачьи Оганесяна. До 2013 года проживала в США. В настоящее время живет в Ереване.
В 1997 году создала в Нью-Йорке «Театр Мгера Мкртчяна».

## Творчество

#### Фильмография
- 1955 — В поисках адресата — эпизод
- 1956 — Из-за чести — Вардан
- 1959 — О чём шумит река — Хачатур
- 1959 — 01-99 (короткометражный) — Гарсеван
- 1960 — Парни музкоманды — Арсен
- 1962 — Хозяин и слуга (короткометражный) — Симон
- 1963 — Огонь (короткометражный) — Мисак
- 1965 — Тридцать три — профессор Брук
- 1966 — Кавказская пленница, или Новые приключения Шурика — Джабраилов, шофёр Саахова, дядя Нины
- 1966 — Айболит-66 — пират "Грустный"
- 1966 — Формула радуги — милиционер Кабурян
- 1966 — Двадцать шесть бакинских комиссаров — усатый Гочи
- 1966 — Из времён голода (короткометражный) — Амбо
- 1967 — Треугольник — кузнец Гаспар
- 1968 — Белый рояль — Юсуф Юсуфович Ахмедов, композитор
- 1968 — Не горюй! — арестованный турок-контрабандист
- 1969 — Взрыв после полуночи — Мухташев
- 1969 — Вчера, сегодня и всегда — муж
- 1969 — Фотография (короткометражный) — Аваг
- 1969 — Адам и Хева — Бекир
- 1971 — Мы и наши горы — пастух Ишхан
- 1971 — Хатабала — Исаи
- 1972 — Айрик — Овсеп
- 1972 — Мужчины — Сурен
- 1972 — Памятник (короткометражный) — Авак
- 1973 — Приключения Мгера в отпуске — Мгер
- 1977 — Багдасар разводится с женой — Багдасар
- 1977 — Каменная долина — Сандро
- 1977 — Наапет — Апро
- 1977 — Солдат и слон — Арменак Гаспарян
- 1977 — Мимино — Рубик Хачикян (Рубен Вартанович Хачикян), шофёр
- 1979 — О, Геворк (короткометражный) — муж
- 1979 — Суета сует — Борис Иванович («Борюсик»), муж Марины Петровны
- 1979 — Добрая половина жизни
- 1979 — Приключения Али-бабы и сорока разбойников (СССР, Индия) — караван-баши Мустафа
- 1979 — Мир в зеркальце (киноальманах «Самый лучший человек») — артист Мкртчян
- 1980 — Пощёчина — Григор-ага
- 1980 — Крупный выигрыш — Гарник Гаспарян
- 1981 — Тифлис—Париж и обратно — Рачик Мовсесян
- 1981 — Перед закрытой дверью — Вартан
- 1981 — Скромный человек (короткометражный)
- 1982 — Песнь прошедших дней — Никол
- 1983 — Пожар — Рубен
- 1983 — Одиноким предоставляется общежитие — Вартан, муж Нины Александровны
- 1984 — Легенда о любви (СССР, Индия) — разбойник Барманду
- 1984 — Всадник, которого ждут
- 1984 — Танго нашего детства — Рубен
- 1987 — Как дома, как дела? — Арам

#### Телеспектакли
- 1987 — «На дне» — Барон

#### Режиссёр
- 1987 — «На дне» (фильм-спектакль) (совм. с П. Днояном)

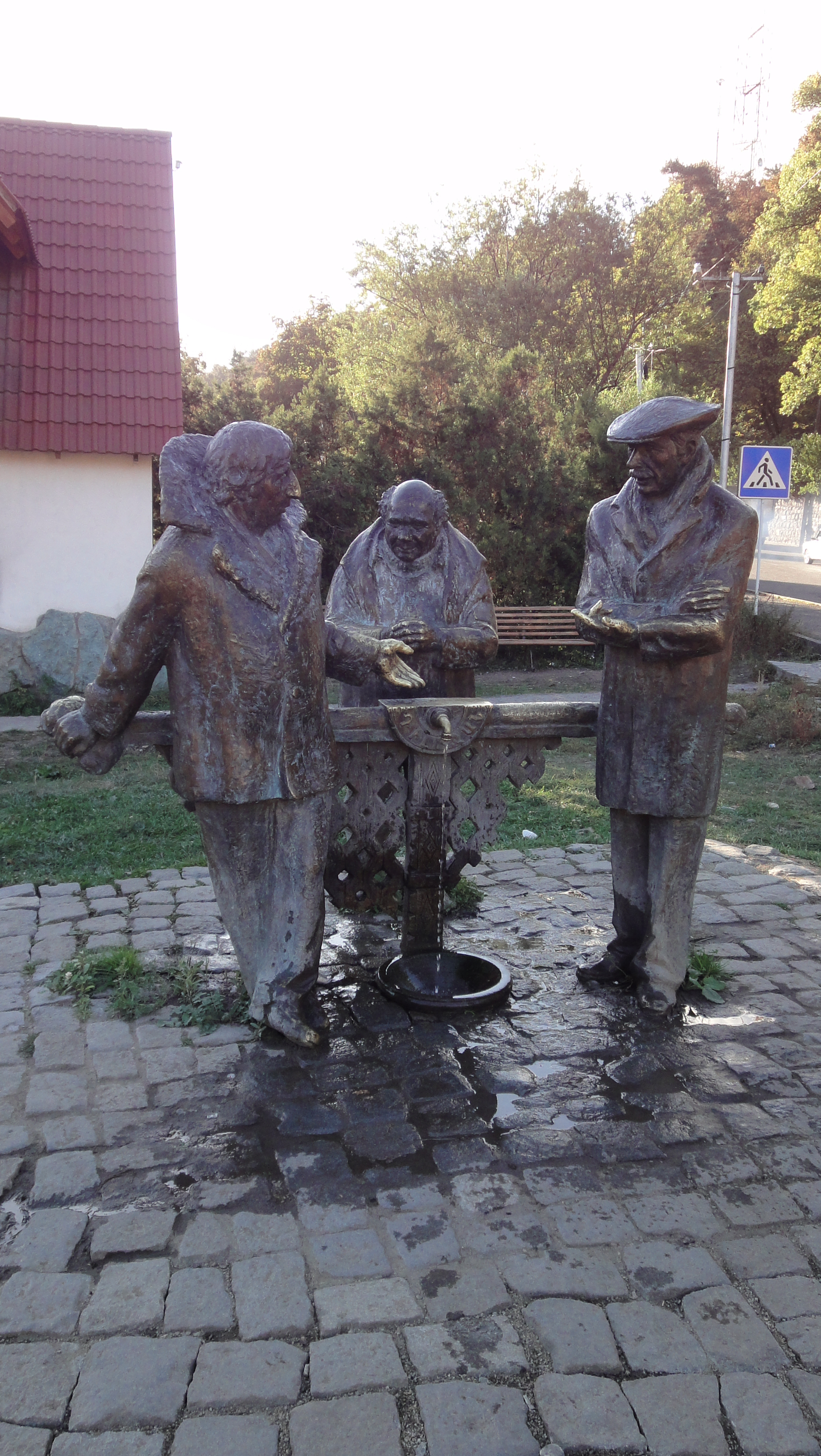
Памятник героям фильма «Мимино» в Дилижане

## Крылатые фразы актёра
Многие фразы, озвученные актёром, стали крылатыми, среди них:

«Вы почему кефир не кушаете? Что, не любите?»
«Такие вопросы задаёте, что неудобно отвечать. Даже.»
«Такую личную неприязнь я испытываю к потерпевшему, что кушать не могу!»
«Валико-джан, я тебе один умный вещь скажу, но только ты не обижайся!»
«Эти „Жигули“ чем думают, я не знаю. Под ногами крутятся, крутятся, крутятся…»
«Извините, я думал, что я один. Я сейчас там (в ванной) так хохотался…»
«Какой нормальный человек в Москву без денег едет? Ну пошёл в ресторан, туда-сюда, закусил... и кончились.»
«Друг!… Сюда не ходи! Тут следы…»
«В этом гостинице - я директор!…»
— Кинофильм «Мимино»

«Он говорит, если вы откажетесь, они вас зарежут».
«Вы не оправдали оказанного вам высокого доверия!»
«В моём доме… не выражаться!»
«А ты не путай свою личную шерсть с государственной!»
«Или выйдешь оттуда женой товарища Саа... ах, какого жениха! Или вообще не выйдешь.»
«Тот, кто нам мешает, тот нам поможет.»
— Кинофильм «Кавказская пленница, или Новые приключения Шурика»

«Русский язык такой богатый, а я человек бедный».
«Я не хочу облизывать пальцы изюм и чернослива! Я хочу! Простую! Человеческую! Котлету! За двенадцать копеек!»
«Я из Москвы приехал. Я нервный».
«Мне адрес Вашего водителя… Зовут его Василий, ну… Василий… Лицо у него…, глаза…, нос как у всех…, хорошее лицо.»
«Ну я виноват, конечно. Но я ушёл (из семьи)…, где-то по „большой любви“. Понимаете?…»
— Кинофильм «Суета сует»

«Возвращаю!… Я возвращаю мою жену, потому что она не оправдала мои надежды счастливой семейной жизни!…»
«…Она… абсолютно не умеет готовить!…»
«…А я не умею есть то, что ты умеешь готовить!…»
«Опять яичница! Утром яичница, днём яичница, вечером яичница, а ночью — омлет! Скоро я буду кудахта́ть, как цыпленок… …знаю, от такой пищи закудахта́ет и петух..»
«Я похудел…, у меня всё болит внутри… Потом у нас дом — это стол, большой стол, как вот эта комната. Понимаешь? У меня бывают друзья, разные люди… Вот поэтому я возвращаю мою любимую жену.»
«… Она мне говорит: „Я очень люблю тебя, даже сейчас соскучился.“ Я тоже говорю, что люблю. Мы всегда так говорим — она мне, я её…»
— Кинофильм «Одиноким предоставляется общежитие»

«А хочешь, конфетку дам?…. Нету…»
«Конэ-шно.»
— Кинофильм «Не горюй»

## Звания и награды
Государственные награды:
- Заслуженный артист Армянской ССР (1961)
- Заслуженный артист Дагестанской АССР (1970)
- Народный артист Армянской ССР (1971)
- Народный артист Грузинской ССР (1980)
- Народный артист СССР (1984)[8]
- Государственная премия Армянской ССР (1975) — за участие в фильме «Треугольник»
- Государственная премия СССР (1978) — за участие в фильме «Мимино»
- орден Святого Месропа Маштоца (посмертно) (2001)[22]

Другие награды, поощрения и общественное признание:
- XI Всесоюзный кинофестиваль в Ереване (1978) — первая премия за роль в фильме «Солдат и слон» (1977)[23]
- Почётный гражданин Гюмри (посмертно) (2020)[24]

## Память

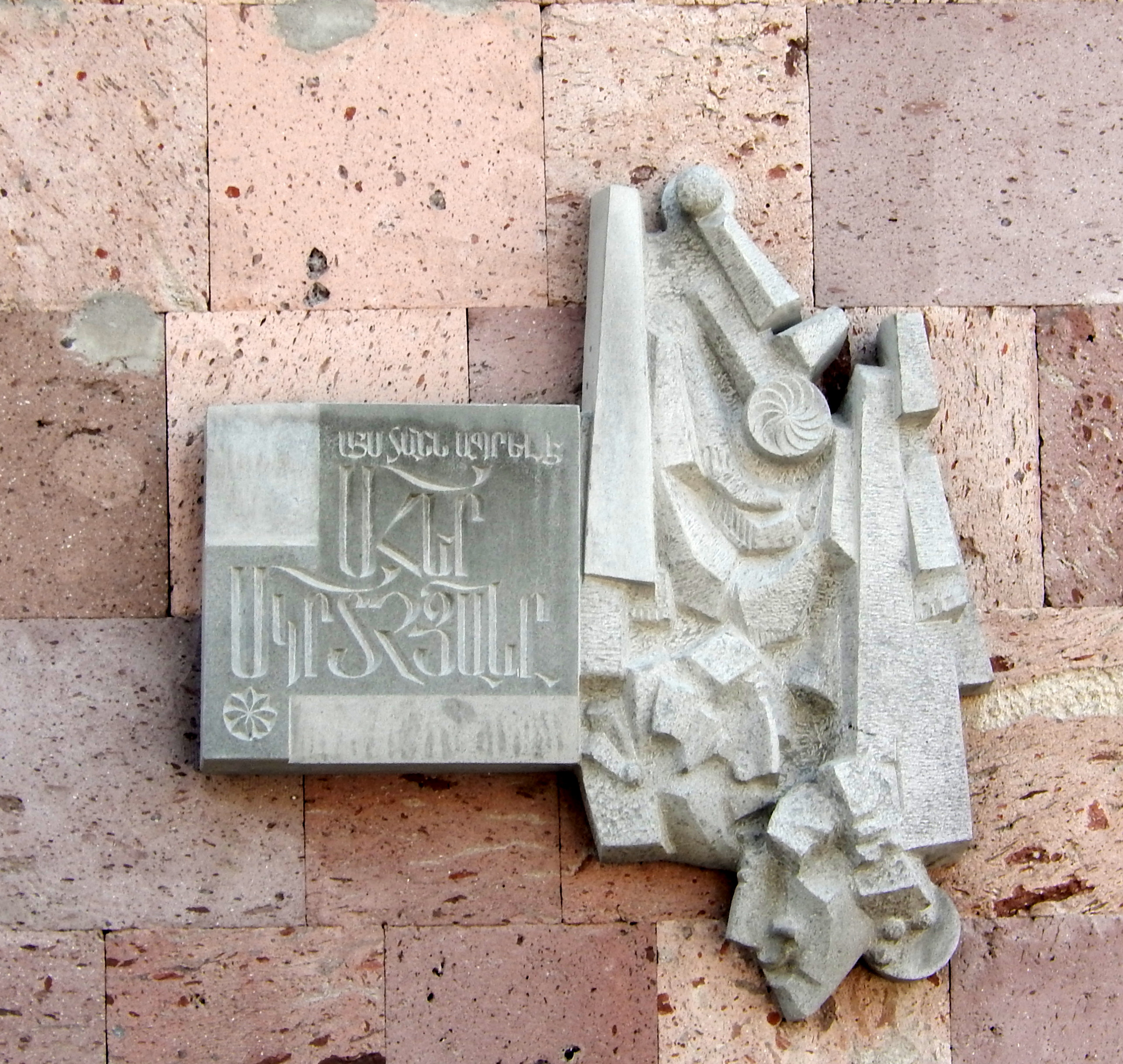
Мемориальная доска на Проспекте Комитаса

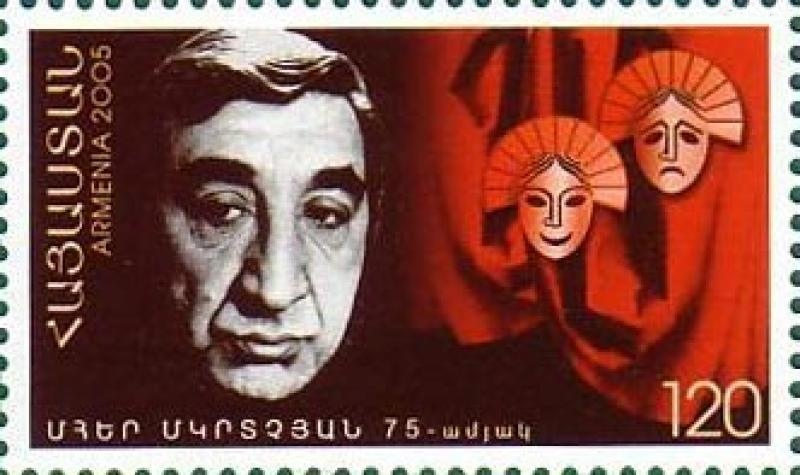
Почтовая марка Армении, посвящённая Фрунзику Мкртчяну

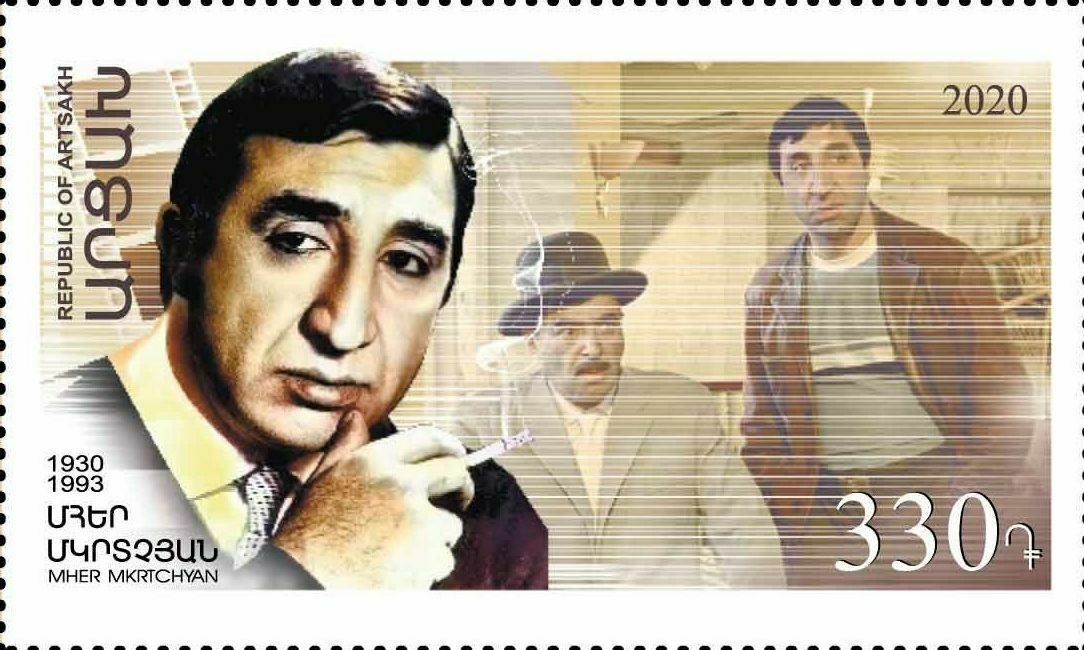
Почтовая марка Арцаха, посвящённая Фрунзику Мкртчяну

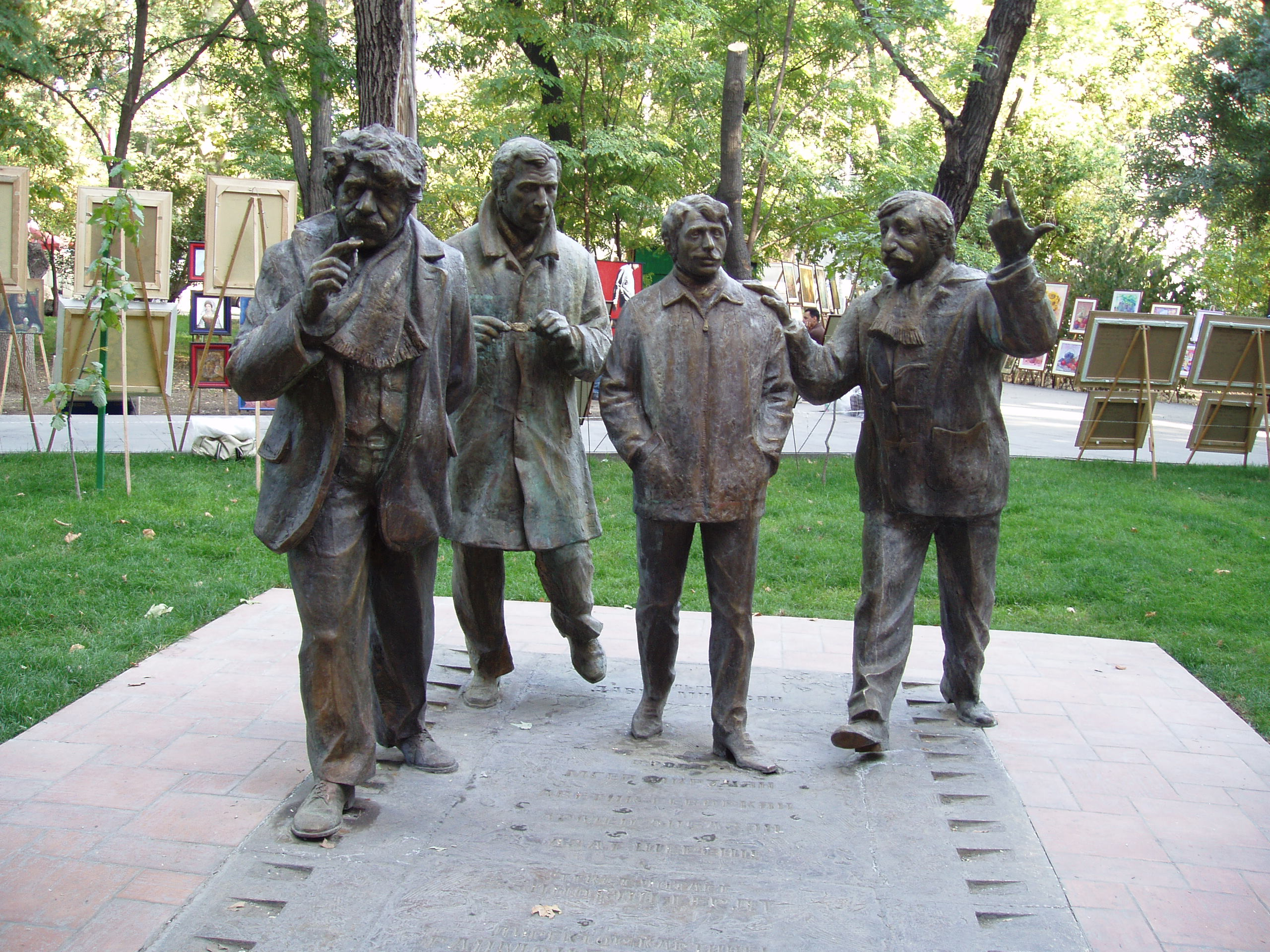
Памятник героям фильма «Мужчины»

- В Ереване именем артиста названа улица, действует созданный артистом и носящий его имя Ереванский театр имени Мгера Мкртчяна. На здании театра установлена мемориальная доска с изображением профиля актёра.
- На Проспекте Комитаса установлена мемориальная доска[25].
- В Гюмри, на родине Фрунзе, есть улица Мгера Мкртчяна, музей его имени, установлен памятник перед зданием Гюмрийского государственного драматического театра им. Вардана Ачемяна.
- в 2006 году была выпущена почтовая марка Армении, посвящённая Мкртчяну.
- в 2007 году в Московском музее современного искусства был установлен памятник героям комедии «Мимино», в том числе Мкртчяну.
- в 2007 году в сквере имени М. Сарьяна в центре Еревана был открыт памятник героям фильма «Мужчины», в том числе Мкртчяну. Автор — Давид Минасян.
- в 2011 году в городе Дилижан (Армения) был установлен памятник героям комедии «Мимино», в том числе Фрунзе Мкртчяну.
- в 2011 году в Тбилиси (Грузия) в районе Авлабари был открыт памятник героям «Мимино» работы Зураба Церетели.

Творчеству и памяти актёра посвящены документальные фильмы и телепередачи:
- 1997 — телепередача Леонида Филатова «Чтобы помнили. Фрунзик Мкртчян» («ОРТ»)
- 2005 — «Острова. Фрунзе Мкртчян» («Культура»)
- 2005 — «Фрунзик Мкртчян. „История одиночества“» («Россия»)
- 2006 — «Как уходили кумиры. Фрунзик Мкртчян» («ДТВ»)
- 2007 — «Фрунзик Мкртчян. „Жизнь на киноленте“» («ОРДФИЛЬМ»)
- 2007 — «Фрунзик Мкртчян. „Последние 24 часа“» («Первый канал»)[26]
- 2010 — «Фрунзик Мкртчян. „Человек с гордым профилем“» («Первый канал»)[27][28]
- 2010 — «Фрунзик Мкртчян. „Трагедия смешного человека“» («ТВ Центр»)[29]
- 2015 — «Обложка». «Фрунзик Мкртчян. „Одинокое солнце“» («ТВ Центр»)[30]
- 2016 — «Фрунзик Мкртчян. „Последний день“» («Звезда»)[31]
- 2017 — «Фрунзик Мкртчян. „Легенды кино“» («Звезда»)[32]
- 2019 — «Фрунзик Мкртчян. „Комик с грустными глазами“» («Мир»)[33]